# Evinayong
Evinayong, chef-lieu de la province du Centro-Sur ainsi que du district auquel elle a donné son nom, est une ville située dans la partie centrale de la région continentale de Guinée équatoriale. Elle compte aujourd'hui une dizaine de milliers d'habitants.